# Vehicle planador hipersònic

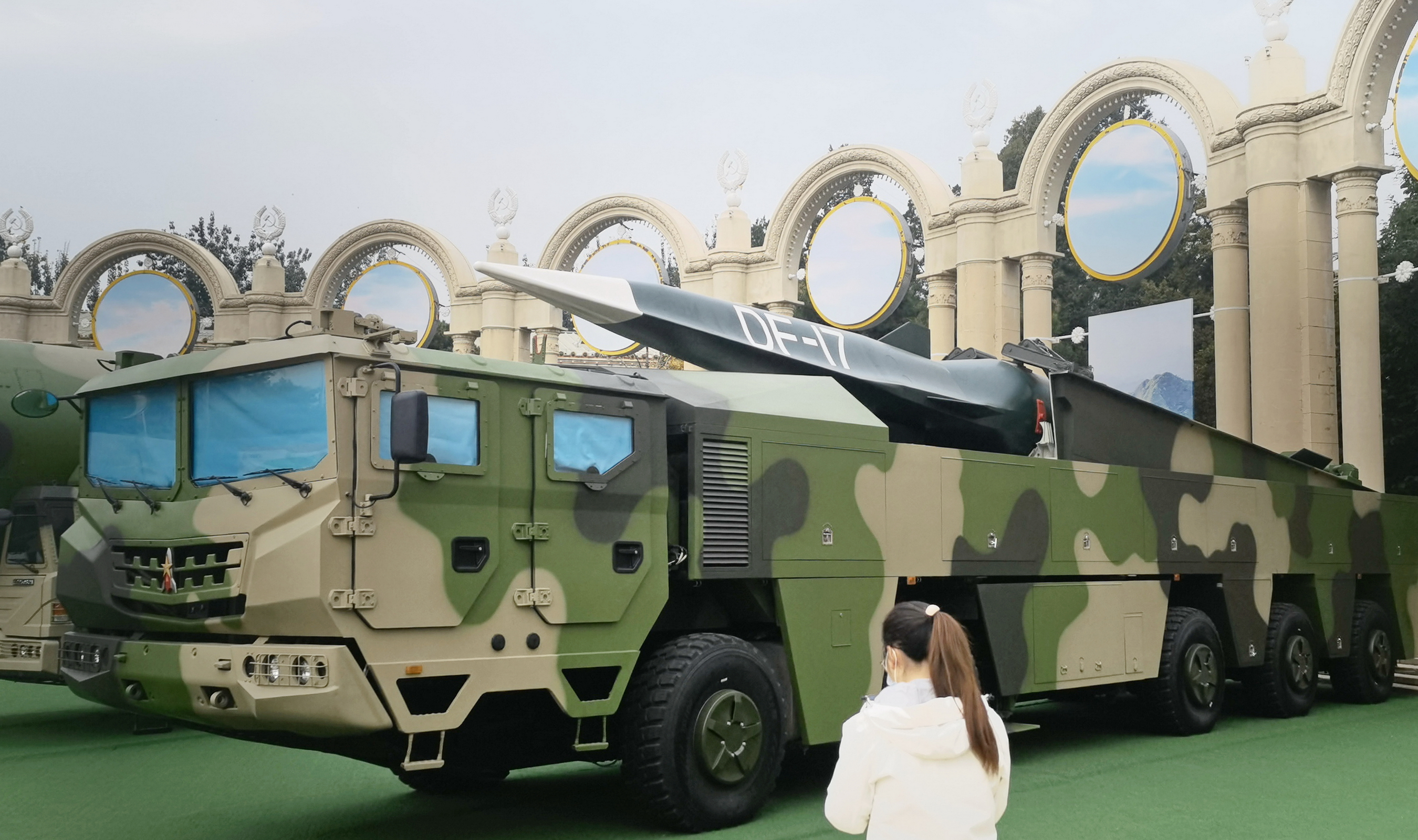
Vehicle planador hipersònic xinès DF-ZF muntat al míssil balístic DF-17.

Un vehicle planador hipersònic ( HGV ) és un tipus d' ogiva per a míssils balístics que poden maniobrar i planar a velocitat hipersònica. S'utilitza conjuntament amb míssils balístics per canviar significativament les seves trajectòries després del llançament. El concepte de vehicles pesats és similar al dels MaRV, però els HGVs es separen dels seus coets propulsors poc després del llançament, a diferència dels MaRV que només poden maniobrar just abans de l'impacte. Els míssils balístics convencionals segueixen una trajectòria balística previsible i són vulnerables a la intercepció dels últims sistemes de míssils antibalístics (ABM). La maniobrabilitat en vol dels HGV els fa impredictibles, cosa que els permet evadir les defenses aèries amb eficàcia. A data de 2022 els vehicles planadors hipersònics són objecte d'una carrera armamentística.

## Projectes
Xina
- DF-ZF (desenvolupat i desplegat) / Mach 5–10[6]

 França
- VERAS (programa llançat el 1965 i cancel·lat el 1971)
- VMaX (la primera prova de vol va tenir lloc el 26 de juny de 2023 des del lloc de la DGA a Biscarrosse i va tenir èxit)[7][8][9][10][11]
- VMaX-2 (en desenvolupament; primera prova de vol prevista el 2024 o 2025)[12]

 Índia
- HGV-202F (en desenvolupament)[13]

 Iran
- Fattah-2 Mach 13-15[14][15]

 Japó
- Hyper Velocity Gliding Projectile (HVGP) (en desenvolupament)[16]

 Corea del Nord
- Hwasong-16b[17][18] (Provat l'abril de 2024) També s'han informat d'altres vehicles de planeig hipersònic muntats en els altres míssils balístics.[19][20][21]

 Rússia
- L' Avangard (desenvolupat i desplegat)/Mach 27-28[22][23]

 Estats Units
- Vehicle de tecnologia hipersònica 2 (experimental)
- Arma de resposta ràpida de llançament aeri AGM-183 (ARRW) (en desenvolupament)
- OpFires (en desenvolupament)
- Cos de planador hipersònic comú (C-HGB), en desenvolupament per a l'atac ràpid convencional de l'exèrcit dels EUA (LRHW) i la marina dels EUA (CPS)

## Contramesures
Les armes planadores per impuls estan dissenyades generalment per evitar els sistemes de defensa de míssils existents, ja sigui maniobrant contínuament o volant a altituds més baixes per reduir el temps d'avís. En general, això fa que aquestes armes siguin més fàcils d'interceptar mitjançant sistemes defensius destinats a objectius de "nivell baix" d'altitud inferior. Volar a velocitats més baixes que les ogives de míssils balístics de curt abast els fa més fàcils d'atacar. Els que s'acosten amb perfils d'atac final molt baixos estan fins i tot subjectes a l'atac de canons moderns d'hipervelocitat i railguns.
Fonts russes afirmen que el seu HGV Avangard viatja a Mach 27 i "canvia constantment el seu rumb i altitud mentre vola per l'atmosfera, fent ziga-zagues caòticament en el seu camí cap al seu objectiu, cosa que fa impossible predir la ubicació de l'arma", fent-la suposadament ". invulnerable a la intercepció". Tanmateix, aquestes afirmacions són problemàtiques, ja que els vehicles planadors hipersònics pateixen diversos problemes coneguts. Per raó de la seva velocitat, es forma a l'atmosfera, un embolcall de gas ionitzat al voltant del vehicle planador, cosa que fa impossible la comunicació entre la base i el vehicle. Aquest núvol de gas ionitzat és fàcil de detectar i seguir pels satèl·lits. A part d'aixó, la calor generada a aquestes velocitats fa que els sensors externs siguin inoperables i requereix el despreniment dels vehicles pesats dels seus míssils balístics portadors als límits superiors de l'atmosfera per evitar que es cremin.
Els planadors hipersònics, com l'Avangard HGV, utilitzen generalment motors scramjet per aconseguir velocitats hipersòniques. Els motors scramjet només funcionen quan el vehicle planador arriba a mach 4,5. Aquests motors es desconnecten quan el HGV entra en la fase terminal del seu vol. La manca d'activació dels motors provocaria una acumulació catastròfica de calor al vehicle a mesura que l'atmosfera es torna més densa durant la reentrada, destruint prematurament el vehicle. Per tant, la fase terminal de la reentrada d'un HGV és similar a la d'un vehicle de reentrada múltiple amb orientació independent . Per exemple, l'Avangard no pot colpejar el seu objectiu mentre fa "zig-zag" a Mach 27, sinó que impactaria a una velocitat inferior a Mach 4 i en una trajectòria lineal. Les capacitats d'evasió superiors que utilitzen els HGV es limiten en gran manera a l'espai de vol atmosfèric superior.